# Chansons madécasses (Ravel)

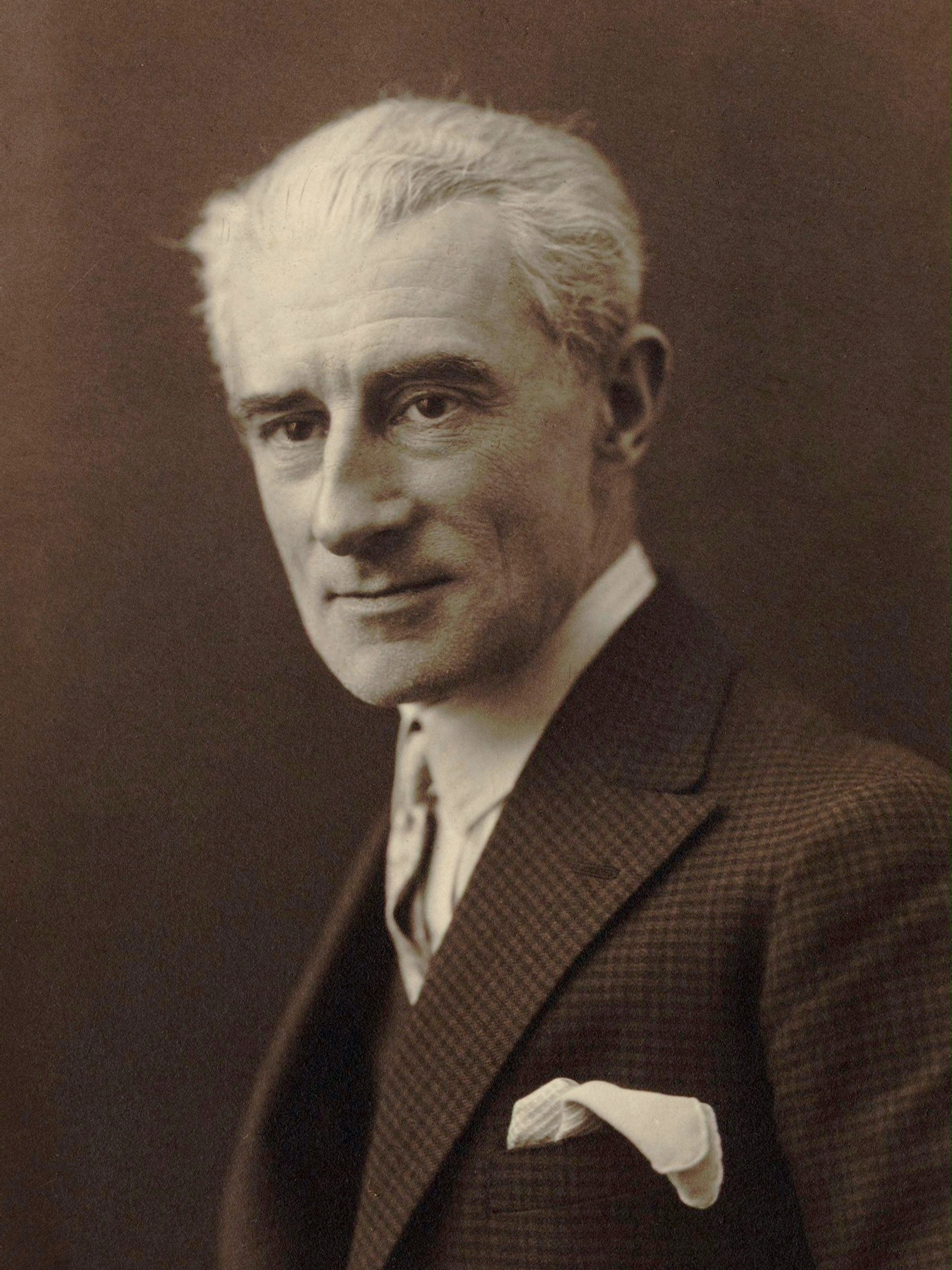
Maurice Ravel 1925

Les Chansons madécasses sont un cycle de trois mélodies (Nahandove - Aoua - Il est doux) composées par Maurice Ravel entre 1925 et 1926 pour voix moyenne (mezzo ou baryton), flûte, violoncelle et piano, sur des poèmes en prose éponymes, les Chansons madécasses d'Évariste de Parny. 
Elles sont dédiées à Elizabeth Sprague Coolidge, mécène américaine du musicien. Le compositeur, à la fin de sa vie créatrice, répéta à plusieurs reprises que de toutes les œuvres qu'il avait composées, c'est de ces Chansons qu'il était le plus fier. L'œuvre porte la référence M.78, dans le catalogue des œuvres du compositeur établi par le musicologue Marcel Marnat. La durée d'exécution de l'œuvre oscille entre treize et quatorze minutes.

## Histoire de l'œuvre
La création s'est faite en plusieurs étapes : tout d'abord, la seule seconde des Chansons madécasses, Aoua, a été donnée lors de deux auditions privées organisées par la commanditaire et dédicataire Elizabeth Sprague Coolidge, le 24 mai 1925 à l'Hôtel Majestic de Paris puis le 28 mai 1925 à Londres, les deux fois avec pour interprètes Jane Bathori au chant, Maurice Ravel en personne au piano, Louis Fleury à la flûte et Hans Kindler au violoncelle. Lors de l'audition parisienne, le compositeur Léon Moreau a protesté à haute voix contre les paroles de la mélodie, pourtant bissée par les interprètes.
L'année suivante, une fois achevées les 1ère et 3ème Chansons madécasses, le cycle entier a été donné lors d'auditions privées pour les invités de la mécène Elizabeth Sprague Coolidge, le 8 mai 1926 à l'Académie américaine de Rome puis le 21 mai 1926 au Palais d'Egmont de Bruxelles, les deux fois avec pour interprètes Jane Bathori au chant, Alfredo Casella au piano, Louis Fleury à la flûte et Hans Kindler au violoncelle ; et aussi le 13 juin 1926 à la Salle Érard de Paris, avec les mêmes interprètes à une exception près, le flûtiste, Urbain Bauduin qui remplaça Louis Fleury, initialement prévu mais décédé entre-temps prématurément.
La première audition publique des trois Chansons madécasses date du 15 octobre 1926 à la Salle Érard à Paris, lors d'un « Festival Maurice Ravel » organisé par la Société musicale indépendante (SMI), avec pour interprètes Joy Mac Arden au chant, Vlado Perlemuter au piano, Gaston Blanquart à la flûte et Tony Close au violoncelle.
La première édition chez Durand est accompagnée de gravures de Luc-Albert Moreau.
Le premier enregistrement connu est celui de Madeleine Grey, cantatrice très estimée du compositeur, en 1932.

## Musique
Ravel s'enthousiasma pour les poèmes de Parny dont le contenu était conforme à ses propres convictions. Le style extrêmement dépouillé qu'il adopta pour cette musique s'inscrit dans la suite de sa Sonate pour violon et violoncelle. Dans cet esprit, cette œuvre n'est pas sans rappeler la Sonate pour flûte, alto et harpe de Claude Debussy, composée quelque dix ans plus tôt.
« Les Chansons madécasses me semblent apporter un élément nouveau - dramatique voire érotique - qu'y a introduit le sujet même de Parny. C'est une sorte de quatuor où la voix joue le rôle d'instrument principal. La simplicité y domine. L'indépendance des parties s'y affirme. » (Maurice Ravel, Esquisse biographique, 1928)
La chaleur et l'érotisme de Nahandove et de Il est doux et la virulente dénonciation du colonialisme de Aoua font des Chansons madécasses une œuvre engagée de Maurice Ravel en même temps que sa meilleure réussite dans le genre.

## Sources
1. ↑  "Chansons Madécasses".